# NEVER GONNA GIVE YOU UP
「NEVER GONNA GIVE YOU UP」（ネヴァー・ゴナ・ギヴ・ユー・アップ）は、2000年6月7日に発売された、日本の女性歌手・倉木麻衣の4作目のシングル曲。

## 概要
アルバム『delicious way』の3週間前に発売された。発売日から2日後の6月9日にはインディーズからアナログ盤も限定発売された。
もともとは前作「Secret of my heart」のc/wに収録される予定であったが、ミディアム・スロウなイメージを打破する、という理由もあって、急遽シングル化が決定した。倉木で初めて作曲者が大野愛果以外のシングル曲でもある。
サウンドプロデュースに加え、作曲・編曲もPerry Geyer、Miguel Sá Pessoa、マイケル・アフリックによるもの。歌詞は英語と日本語が半々になっており、どちらも単体で意味が通るようになっている。マイケル・アフリックと掛け合うラップの中では全米デビューシングル「Baby I Like」の名前も登場する。PVはレコーディングの映像。
浜崎あゆみの「SEASONS」が同発となり、発売当時マスコミからは「歌姫対決」として注目された。結果としてはオリコンシングルチャートで第2位となり僅差で浜崎に敗れる形となった。2000年度6月度FMラジオ局オンエアチャートでは第1位を記録。

## 収録曲
1. NEVER GONNA GIVE YOU UP (4:01)
  - 作詞：倉木麻衣・Michael Africk、作曲・編曲：Michael Africk・Miguel Sá Pessoa・Perry Geyer

元々は前作のc/w用に作られた曲であり、シングル化する予定は無かった。初のラップを披露している。
2. Trying To Find My Way (3:33)
  - 作詞：倉木麻衣、作曲：大野愛果、編曲：Cybersound

前作の「This is your life」同様、歌詞カードに歌詞が記載されていない。
3. NEVER GONNA GIVE YOU UP ～It's On Tonight Remix～ (5:03)
  - Remixed by ME-YA
4. NEVER GONNA GIVE YOU UP ～Instrumental～ (4:00)

## 参加ミュージシャン
- 倉木麻衣：Vocals & Backing Vocals (#1〜3)

Additional Musician
- マイケル・アフリック：Backing Vocals & Keyboards
- ペリー・ゲイヤー：Computer Programming
- ミゲル・サ・ペソア：Keyboards

## タイアップ
- MFTV（のちThe MUSIC 272）"I'm MUSIC FRANK" キャンペーンソング。（#1）

## カバー
マイケル・アフリックがNEVER GONNA GIVE YOU UPをセルフカバー。『MICHAEL AFRICK』に収録している。

## 収録アルバム
- delicious way（#1）
- Wish You The Best（#1）
- ALL MY BEST（#1）
- Mai Kuraki Single Collection 〜Chance for you〜（#1）